# ریورساید، شهرستان بینگم، آیداهو
ریورساید (به انگلیسی: Riverside) یک منطقهٔ مسکونی در ایالات متحده آمریکا است که در شهرستان بینگم، آیداهو واقع شده‌است. ریورساید ۸۳۸ نفر جمعیت دارد و ۱٬۳۵۹٫۱۲ متر بالاتر از سطح دریا واقع شده‌است.